# 紐敦 (密蘇里州)
紐敦（英語：Newtown）是位於美國密蘇里州沙利文縣的城市。

## 人口
根據2020年美國人口普查的數據，紐敦的面積為0.66平方千米，當中陸地面積為0.65平方千米，而水域面積為0.01平方千米。當地共有人口113人，而人口密度為每平方千米171人。